# Uniserrata holobrunnea
Uniserrata holobrunnea är en fjärilsart som beskrevs av Antonius Johannes Theodorus Janse 1964. Uniserrata holobrunnea ingår i släktet Uniserrata och familjen snigelspinnare. Inga underarter finns listade i Catalogue of Life.